# Bis Télévisions
Pour les articles homonymes, voir Bis.
Bis Télévisions ou Bis TV est un bouquet de télévision par satellite français lancé le 10 décembre 2007 par le groupe AB devenu Mediawan Thematics en 2017, pour remplacer le bouquet AB Sat, lancé en septembre 1996. En 2024, le bouquet est diffusé sur le satellite Eutelsat 5 West B.

## Composition du bouquet
Lancé en décembre 2007 avec 25 chaînes sur le satellite Eutelsat, le bouquet de télévision par satellite se compose de chaînes spécifiques éditées par AB groupe (devenu Mediawan Thematics en 2017) complétant la quasi-totalité des chaînes de la TNT gratuite , de chaînes d'autres groupes audiovisuels et de chaînes internationales. En 2007, l'objectif consiste à séduire les déçus des bouquets concurrents du groupe Canal+ et de TPS.
En juillet 2008, BIS Télévisions sollicite l'arbitrage du CSA pour la reprise des chaînes du groupe M6-RTL qui refuse de lui en donner accès. La même année, le bouquet BIS s'enrichit de nouvelles chaînes. et notamment de la chaîne Equidia et compte alors 60 000 abonnés en complément d'anciennes thématiques déjà diffusée sur AB-Sat.

## Développements et diversification
En janvier 2009, une version spécifique intitulée « BIS TV Online » est lancée sur Internet pour desservir un nouveau public
Après avoir continué à enrichir son offre de nouvelles chaînes, dès la fin de l'année 2009 le bouquet satellite Bis TV compte 36 chaînes, dont celles du groupe M6-RTL. Le bouquet accessible par satellite permet en complément, de recevoir également plus de 450 autres chaînes internationales diffusées en accès libre (gratuites).
En 2010 après la fusion TPS-Canalsat, le bouquet BIS Télévisions apparaît alors comme la seule offre satellite concurrente au bouquet de Canal+ sur le marché français. En octobre 2010, Orange étudie la reprise des chaînes cinéma d'OCS dans BIS Télévisions, ce qui pourrait permettre de générer des bénéfices complémentaires pour les deux opérateurs. 
Au lancement commercial du bouquet en 2007, M6 et W9 ne sont pas encore disponibles dans l'offre en raison d'un désaccord commercial et stratégique avec le groupe AB, mais ces deux chaînes rejoignent BIS Télévisions à compter du 19 décembre 2008. Entre mai 2009 et novembre 2010, i>Télé reste la seule des dix-huit chaînes nationales de la TNT gratuite qui refuse d'être présente dans l'offre BIS Télévisions. Pour sa part, Canal+ ne fait pas partie de l'offre BIS Télévisions, mais peut toutefois être reçue pour ses plages en clair, du fait de sa diffusion sur les mêmes satellites. Toutefois, le groupe Canal+ revoit sa politique à compter du 26 novembre 2010, date à laquelle la chaîne i>Télé peut être reçue dans le bouquet Bis TV, via Atlantic Bird 3.[réf. souhaitée]
Ce même multiplex diffuse W9 et M6 en définition standard (SD). En Haute Définition, plusieurs chaines nationales françaises (TF1, France 2, M6, Arte) de la TNT sont présentes également ainsi que Canal+ (uniquement pour les plages en clair)[pertinence contestée].
Depuis la fusion des bouquets de télévision par satellite Canalsat et TPS, Bis Télévisions est la seule offre concurrente du bouquet Canalsat sur le marché français métropolitain. Par une tarification économique « entrée de gamme », BIS TV entend, selon Stratégies, s'adresser à un public plus populaire et aux déçus des offres concurrentes.

## Haute définition
Le bouquet BIS TV continue régulièrement de lancer de nouvelles chaînes notamment en HD
dont deux nouvelles thématiques en février 2016, Crime District et Mon Science & Vie Junior.
Le bouquet BIS Télévisions cité en exemple avec ses concurrents CanalSat, Bouygues Télécom, Fransat, Free, Orange, Numericable et SFR, par le Conseil Supérieur de l'Audiovisuel français.

## Reprise par le groupe Mediawan
Parmi les valeurs appartenant au groupe AB, le bouquet figure dans les actifs qui séduisent ses repreneurs, Mediawan, en 2017

### Diffusion
BIS développe sa diffusion avec l'opérateur de satellites Eutelsat. Pour couvrir le territoire hexagonal, Bis TV a choisi :
- La position satellitaire historique française située à 5° Ouest (ex Télécom 2) où sont déjà diffusées les grandes chaînes nationales via Fransat sur Eutelsat 5WA (ex-Atlantic Bird 3), puis aujourd'hui sur son successeur Eutelsat 5WB mis en service en 2020.
- Pour la desserte internationale, les satellites Hot Bird positionnés à 13° Est, lesquels couvrent le continent européen, l'Afrique du Nord et atteignent le Proche-Orient.
- Ces canaux ne sont toutefois accessibles que grâce à une carte d'abonnement au bouquet Fransat.

## BIS Tv en ligne «On Line»
Le bouquet BIS Télévisions est également distribué via les réseaux xDSL dans le protocole IP TV.